# Calyptranthes platyphylla
Calyptranthes platyphylla är en myrtenväxtart som beskrevs av Otto Karl Berg. Calyptranthes platyphylla ingår i släktet Calyptranthes och familjen myrtenväxter. Inga underarter finns listade i Catalogue of Life.